# Joop Post
Johannes (Joop) Post (Velsen, 5 juli 1950) is een Nederlandse zakenman en oud-politicus. Namens het Christen-Democratisch Appèl (CDA) was hij in 2007 lid van het Europees Parlement.

## Levensloop
Post studeerde van 1966 tot 1971 aan de pedagogische academie in Bloemendaal, waarna hij tot 1977 leraar was op het protestants-christelijke basisonderwijs in IJmuiden, daarna tot 1980 leraar en ondernemer op Curaçao en tot 1990 ambtenaar bij de gemeente Velsen.
Post was van 1989 tot 1996 oprichter en directeur van Hour of Power Europe, de Europese dependance van de Crystal Cathedral Ministries van de Amerikaanse televisiepredikant Robert H. Schuller. In 1993 richtte Post de eerste Nederlandse commerciële televisiezender Euro7 op, waarvan hij tot 1996 in het bestuur zat. In 1995 trad Schuller's organisatie in Amerika toe als mede-aandeelhouder van Euro7. Kort daarna kwam het tot een clash tussen de Nederlandse aandeelhouders en Schuller, omdat deze er een dubbele agenda op na bleek te houden en zijn positie misbruikte. Hierdoor ging Euro 7 uiteindelijk ten onder en liet Schuller oprichter Post met ruim € 1 miljoen schuld zitten. In 1997 richtte Post samen met oud-AVRO directeur Cees Dorland Breedbeeld Televisieomroep Nederland B.V. op en was als mede-directeur hier tot 2001 werkzaam.
Van 2001 tot 2007 was hij lid van de Provinciale Staten van Noord-Holland, waar hij verantwoordelijk was voor de portefeuilles wegen, verkeer, vervoer en havens. Hij volgde in maart 2007 zijn partijgenoot Camiel Eurlings op als lid van het Europees Parlement toen deze als minister toetrad tot het kabinet-Balkenende IV.
In maart 2007 kwam Post in opspraak omdat hij geld van beleggers dat bestemd was voor een kuuroord in Zuid-Spanje, ook zou hebben gebruikt om te investeren in projecten met een cruiseschip en met breedbeeldtelevisie. De beleggers waren hiervan niet op de hoogte en voelden zich bedrogen. Enkele beleggers in het kuuroordproject eisten hun inleg terug en daarvoor procedeerden zij geruime tijd tegen TMF. Deze Amsterdamse internationaal opererende financiële dienstverlener was als adviseur bij het project betrokken en bemiddelde voor de beleggers. De zaak lag in april 2007 bij de Hoge Raad en is daar op 30 mei 2008 afgewikkeld, waarbij de beleggers in het ongelijk zijn gesteld. Tegen Post werd echter nimmer geprocedeerd. In oktober 2007 gaf Post zijn zetel in het Europarlement op en houdt zich sedertdien bezig met diverse projecten in het verre oosten.

## Persoonlijk
Post is gehuwd en heeft een dochter en een zoon. Hij is woonachtig in IJmuiden aan Zee en is protestants.
- Parlement.com: vgr11bfcl3t1